# Seminellogon magnus
Seminellogon magnus är en mångfotingart som beskrevs av Loomis 1964. Seminellogon magnus ingår i släktet Seminellogon och familjen Aphelidesmidae. Inga underarter finns listade i Catalogue of Life.